# Smużyna płożąca
Smużyna płożąca (Callisia repens) – gatunek rośliny należący do rodziny komelinowatych (Commelinaceae). Pochodzi z Ameryki (naturalne stanowiska od Argentyny po Meksyk i Antyle), rozprzestrzeniła się też na Florydzie i w Teksasie. Zdziczałe formy uprawne znajdowane są również w innych miejscach, m.in. w Parku Narodowym Krugera w Południowej Afryce. W wielu krajach, również w Polsce, jest uprawiana jako roślina ozdobna. Czasami błędnie nazywana jest trzykrotką.

## Morfologia i ekologia
Niewielkich rozmiarów bylina o delikatnych, kruchych i fioletowo nabiegłych pędach. Liście drobne, żywozielone. W swoim naturalnym środowisku rośnie w poszyciu lasów tropikalnych. W Meksyku jest charakterystyczna dla pierwotnych lasów zrzucających liście w porze suchej, jednak znajdowana jest również w niektórych zbiorowiskach wtórnych. Rośnie szybko, rozmnaża się łatwo przez długie, płożące się pędy, które ukorzeniają się w każdym węźle, jeśli tylko znajdzie się on na ziemi. Latem tworzy liczne, białe, drobne i mało ozdobne kwiaty. Optymalne warunki wzrostu ma w temperaturze 18 °C–22 °C w ciągu dnia i co najmniej 12 °C nocą. Przy odpowiednim nawodnieniu nie ma szczególnych wymagań glebowych.
Liczba chromosomów: 2n=14.

## Zastosowanie
W krajach o ciepłym klimacie (w strefach mrozoodporności 9-11) jest uprawiana w gruncie jako roślina ozdobna. W Polsce jest uprawiana jako roślina pokojowa. Może być uprawiana samodzielnie w wiszących doniczkach lub jako roślina okrywowa w dużych donicach pod większymi roślinami. Nadaje się do uprawy w szklanych naczyniach. Uprawiane są również inne gatunki z tego rodzaju: Callisia fragrans i smużyna wyniosła C. elegans.

## Uprawa
- Wymagania. Wymaga silnego, ale rozproszonego światła. Od natężenia światła zależy kolor jej liści: czym jest ono silniejsze, tym ciemniejsze są liście, czasami nawet purpurowe. Zbyt silne światło powoduje oparzenia liści i szybkie starzenie się rośliny. Najlepiej jest uprawiać ją przy zachodnim lub wschodnim oknie, dobrze też rośnie w kuchni czy łazience (z powodu większej wilgotności). Lubi niższe temperatury; powyżej 23 °C rośnie szybko i szybko starzeje się, najładniejszy, zwarty pokrój ma przy temp. 10-15 °C. Lubi wilgotne powietrze i wilgotną glebę, ale nadmierne podlewanie powoduje gnicie korzeni. Na dnie doniczki powinien być drenaż.
- Uprawa. Ze względu na zwisające pędy najlepiej uprawiać roślinę w wiszącej doniczce. Nawozi się rzadko (raz w miesiącu nawozem wieloskładnikowym), zbyt silne nawożenie powoduje nadmierny wzrost. Często trzeba przesadzać do większych doniczek; młode rośliny dwa razy w ciągu roku.
- Rozmnażanie. Roślina rośnie szybko i szybko się starzeje. Jest długowieczna, ale starsze pędy ogałacają się z dolnych liści i stają się nieładne. W związku z tym trzeba ją często odmładzać z nowych sadzonek. Wytwarza się je łatwo przez ukorzenianie wierzchołkowych kawałków pędu, umieszczając je od razu po kilka sztuk w doniczce ziemią. Gdy zaczną rosnąć, uszczykuje się im wierzchołki, aby się rozgałęziały.